# Göran Rosenberg
Göran Rosenberg (n. Södertälje, Suécia, 1948) é um escritor e jornalista da Suécia. Escreveu vários livros, tendo como tema de fundo a democracia, a liberdade e a justiça.